# إميليانية هكسلية
الإميليانية الهكسلية (الاسم العلمي: Emiliania huxleyi) هي نوع من الأسناخ الصبغية يتبع جنس الإميليانية من الفصيلة النولايرهبية.
سمي هذا النوع تكريماً لعالم الطبيعة البريطاني توماس هنري هكسلي.